# Lawang Agung (Kedurang)
Lawang Agung is een bestuurslaag in het regentschap Bengkulu Selatan van de provincie Bengkulu, Indonesië. Lawang Agung telt 1016 inwoners (volkstelling 2010).